# プラチュワップFC
PTプラチュワップFC（タイ語: สโมสรฟุตบอลพีที ประจวบ, 英語: PT Prachuap Football Club）は、タイ王国のプラチュワップキーリーカン県をホームタウンとするサッカークラブ。2011年創設。

## 歴史
2013年、リージョナルリーグ・ディヴィジョン2の中部・西部地域リーグで2位になり、チャンピオンズリーグに進出したが、グループAの最下位に終わった。
2014年、南部地域リーグに移り、優勝した。チャンピオンズリーグでもグループAで優勝し、タイ・ディヴィジョン1リーグ昇格を決めた。優勝決定戦ではグループB優勝のタイ・ホンダに2戦合計1-1（アウェーゴール）で勝利し、ディヴィジョン2リーグ優勝を果たした。
2016年にタイのガソリン販売大手PTGエナジーがスポンサーとなり、クラブ名を「PTプラチュワップFC」と改称した。2018年にはロゴも刷新されて「PT」の文字が入った。
2017年シーズン、タイ・リーグ2を3位で終えてタイ・リーグ1に復帰。2019年にはタイ・リーグカップを初制覇した。

## 現所属メンバー
注：選手の国籍表記はFIFAの定めた代表資格ルールに基づく。
| No. | Pos. |            | 選手名                         |
| --- | ---- | ---------- | ------------------------------ |
| 1   | GK   | タイ王国   | ラッタナイ・ソンセーンチャン   |
| 3   | DF   | イラン     | アミルアリ・チェギニ ★         |
| 5   | DF   | ブラジル   | アイルトン・ティラバシー ★     |
| 8   | MF   | タイ王国   | サハラット・カンヤロート       |
| 9   | MF   | タイ王国   | チュティポン・トンテー         |
| 10  | FW   | ブラジル   | タウアン・フェレイラ ★         |
| 13  | FW   | タイ王国   | ヨツァコン・ブラパ             |
| 15  | DF   | フィリピン | イェスペル・ニホルム ★         |
| 17  | GK   | タイ王国   | ウォラウット・スクナー         |
| 18  | GK   | タイ王国   | ソポヌィット・ラクヤート       |
| 19  | FW   | タイ王国   | イクラース・サンロン           |
| 21  | FW   | クロアチア | アンドリヤ・フィリポヴィッチ ★ |
| 23  | MF   | タイ王国   | カーンナリン・タウォーンサック |
| 25  | DF   | タイ王国   | パウィー・タンタテミー         |
| 27  | DF   | タイ王国   | ナッタポン・マーラーパン       |

| No. | Pos. |            | 選手名                               |
| --- | ---- | ---------- | ------------------------------------ |
| 30  | MF   | タイ王国   | ジッティパット・ワスンヌーン         |
| 40  | DF   | タイ王国   | サランユー・プラーンワン             |
| 41  | FW   | タイ王国   | パンタミット・プラパン               |
| 48  | FW   | タイ王国   | ジェ=ハナフィー・マーマ              |
| 67  | FW   | カンボジア | ニック・テイラー ()★                 |
| 70  | MF   | タイ王国   | プラシット・ジャントゥム             |
| 74  | DF   | タイ王国   | ポンエーク・マニーコーン・ジェンセン |
| 77  | DF   | タイ王国   | キーロン・オーンチャイヤプーム       |
| 88  | FW   | タイ王国   | ジラパン・パースッカン               |
| 97  | MF   | タイ王国   | ソプファン・サンロン                 |
|     | GK   | タイ王国   | ワッタナチャイ・サトンチャン         |
|     | MF   | タイ王国   | チャウワット・ヴィラチャード         |
|     | DF   | フィリピン | アドリアん・ウゲルビック ★           |
|     | MF   | タイ王国   | プロミン・ピンケオ                   |
|     | MF   | ブラジル   | ミシェル・バルボーザ・ジ・リマ ★     |
|     | DF   | タイ王国   | ウサマ・ティエンカム ()              |

※星印は外国人選手を示す。
監督
- サソム・ポップラサート

## タイトル
- リージョナルリーグ・ディヴィジョン2 優勝 (1) : 2014
  - 南部地域リーグ 優勝 (1) : 2014
- タイ・リーグカップ 優勝 (1)  : 2019

## 過去の成績
| シーズン | ディビジョン               | 順位 | FAカップ |
| -------- | -------------------------- | ---- | -------- |
| 2009     | ディヴィジョン2 中部・東部 | 10位 |          |
| 2010     | 不参加                     |      |          |
| 2011     | ディヴィジョン2 中部・東部 | 13位 |          |
| 2012     | ディヴィジョン2 中部・東部 | 7位  | 1回戦    |
| 2013     | ディヴィジョン2 中部・西部 | 2位  | 3回戦    |
| 2014     | ディヴィジョン2 南部       | 1位  | 2回戦    |
| 2015     | ディヴィジョン1            |      |          |

## 歴代所属選手
- マルコ・シモーネ 2023-2024